# NATURE RHYTHM
『NATURE RHYTHM』（ネイチャー・リズム）は、V6の2ndアルバム。1997年8月13日にavex traxから発売された。

## 概要
V6史上最大ヒットのアルバムである。
初回限定盤と通常盤がある。初回限定盤にはCDに加え、オリジナルフォトブックとシールが封入されている。
新曲10曲を含む14曲で構成されており、収録されているシングルは全てリミックスされている。

## 収録曲
※シングル曲の解説は各シングルのページを参照
1. DO IT
作詞・作曲：DJ KOO、編曲：west 87
2. NATURE BOY
作詞：松井五郎、作曲：片岡大志、編曲：CHOKKAKU
3. 愛なんだ (NEW ALBUM MIX)
作詞：松井五郎、作曲：玉置浩二、編曲：CHOKKAKU
  - 5thシングルのアルバムバージョン
4. GOAL - 20th Century
作詞：小林和子、作曲：Eddy Blues、編曲：上野圭市
ベストアルバム「Replay〜Best of 20th Century〜」スペシャル盤（20th Century）にも収録された。
5. MISS YOU TONIGHT - Coming Century
作詞・作曲：MOTSU、編曲：CMJK
  - 4thベストアルバム『Very6 BEST』（初回盤B・DISC4）にも収録されている。
6. 微熱のWoman
作詞：Lucy E、作曲：上野圭市、編曲：上野圭市・ミラクルK
  - 4thベストアルバム（初回盤A・DISC3）にも収録されている。
7. Alone again - 岡田准一 & 20th Century
作詞：山田ひろし、作曲：野田浩平、編曲：星野靖彦
8. TAKE ME HIGHER (NEW ALBUM MIX)
作詞：鈴木計見、作曲：PASQUINI-BATTEN-CONTINI、編曲：星野靖彦
  - 4thシングルのアルバムバージョン
  - 『ウルトラマンティガ 25th ANNIVERSARY MUSIC COLLECTION』にも収録された。
  - 長野博主演 MBS制作・TBS系特撮ドラマ『ウルトラマンティガ』最終話挿入歌
9. いま!! - 坂本昌行 & Coming Century
作詞：松井五郎、作曲・編曲：星野靖彦
10. GET ONLY YOU!
作詞：柳楽雄司、作曲：山原一浩、編曲：水島康貴
11. GOLDEN SEVENTIES YEARS
作詞：鈴木計見、作曲：G.Pasquini・A.Contini、編曲：Rodgers-Contini
12. 本気がいっぱい (NEW ALBUM MIX)
作詞：Lucy E、作曲：Eddy Blues、編曲：上野圭市
  - 6thシングルのアルバムバージョン
13. I CAN
作詞：谷亜ヒロコ、作曲：浅田直、編曲：石塚知生
  - 4thベストアルバム（初回盤A・DISC3）にも収録されている。
14. WAになっておどろう (NEW ALBUM MIX)
作詞・作曲：長万部太郎、編曲：上野圭市
  - 7thシングルのアルバムバージョン、冒頭にオリジナル歌手のAGHARTAの電子コーラスが流用されている。
  - 1stベストアルバム「Very best」にも収録されている。

## 映像作品
NATURE BOY
- VERY HAPPY!!!

GOAL
- SPACE -from V6 Live Tour'98-
- 20th Century LIVE TOUR 2008 オレじゃなきゃ、キミじゃなきゃ

MISS YOU TONIGHT
- SPACE -from V6 Live Tour'98-
- 20th Century LIVE TOUR 2009 HONEY HONEY HONEY/We are Coming Century Boys LIVE Tour 2009

いま!!
- LOVE&LIFE 〜V6 SUMMER SPECIAL DREAM LIVE 2003〜

GET ONLY YOU!
- SPACE -from V6 Live Tour'98-

GOLDEN SEVENTIES YEARS
- SPACE -from V6 Live Tour'98-

I CAN
- VERY HAPPY!!!